# Пангенезис
Панге́незис — гипотеза наследования признаков в работах Ч. Дарвина и других учёных. У Дарвина впервые гипотеза пангенезиса была изложена в книге «Изменения домашних животных и культурных растений» в 1868 году. 
Дарвин предложил эту умозрительную гипотезу с целью дать удовлетворительное объяснение описанным в его работах фактам наследования приобретённых признаков.

## Гипотеза
В главе XXVII «Предварительная гипотеза пангенезиса» (англ. Provisional hypothesis of pangenesis) Дарвин предположил, что во всех тканях организмов присутствуют субмикроскопические гранулы — геммулы, которые несут наследственные признаки из клеток тела в половые клетки, обеспечивая тем самым возможность направленных (а не случайных) изменений в ходе эволюции живых организмов.
Близкие гипотезы наследственности выдвигали Гиппократ (V—IV в. до н. э.), Дж. Борелли (XVII в.), Ж. Бюффон (XVIII в.).
Дарвин предложил эту умозрительную гипотезу с целью дать удовлетворительное объяснение описанным в его работах фактам наследования приобретённых признаков (тем самым склоняясь к ламаркизму), включая такие явления, как реверсия и вегетативная гибридизация. Двигаясь с током крови, геммулы, согласно предположению Дарвина, собираются в половых элементах. Дарвин писал:

Исходя из любого обычного взгляда, непонятно, каким образом изменённые условия, действующие на зародыш, на молодое или же на взрослое существо, могут вызвать наследственные изменения. Если придерживаться обычных взглядов, то столь же, или даже более непонятно, каким образом последствия продолжительного упражнения или неупотребления части или изменения телесных или душевных привычек могут передаваться по наследству. Едва ли можно поставить более сложную задачу, но, придерживаясь нашего взгляда, нам нужно только предположить, что в некоторых клетках в конце концов происходят структурные изменения и что эти клетки отделяют от себя геммулы, изменённые сходным образом.
— Дарвин Ч. Временная гипотеза — пангенезис. // Изменение животных и растений в домашнем состоянии.
Дарвин предупреждал, что пангенез — не более, чем временная умозрительная гипотеза, и описанную в ней приобретённую изменчивость указывал как возможный второстепенный фактор эволюции, тогда как приверженцы ламаркизма считали наследование приобретённых факторов основной причиной изменений видов (например, Г. Спенсер исповедовал и дарвинизм, и ламаркизм на равных).

## Критика
Вскоре после опубликования дарвиновской работы — в 1871 году Фрэнсис Гальтон (двоюродный брат Ч. Дарвина) поставил серию экспериментов по проверке существования геммул. В данных опытах Ф. Гальтон переливал кровь от темноокрашенных кроликов светлоокрашенным, никакого влияния на окраску шерсти у потомства не обнаружил.
Немецкий учёный А. Вейсман считал данную теорию переноса признаков, наряду с гипотетической возможностью их переноса через нервную систему, «фантастической». Он отрицал возможность наследования приобретённых в течение жизни организмом изменений и доказал это экспериментально, отрезая хвосты у мышей на протяжении 21 поколения. Тем самым он
убедительно продемонстрировал отсутствие наследования приобретённого признака бесхвостости.
В 1889 году Х. Де Фриз выдвинул гипотезу о внутриклеточном пангенезе. Согласно этой гипотезе, наследственные задатки связаны с присутствующими в живой протоплазме материальными частицами (пангенами). В отличие от Дарвина, Де Фриз отрицал перенос пангенов в половые клетки.
Результаты исследований французских учёных, опубликованные в 2010 году, позволили некоторым ученым выдвинуть на роль посредников в переносе наследственной информации между клетками так называемые микровезикулы — мембранные пузырьки размером от 30 нм до 1—4 мкм, повсеместно встречающиеся в жидких средах организма и до недавнего времени считавшиеся лишь побочным продуктом жизнедеятельности клеток. По-видимому, микровезикулы являются важным элементом коммуникации между клетками многоклеточного организма, наряду с нейротрансмиттерами, гормонами и так далее. Однако к геммулам Дарвина они отношения не имеют, так как половые клетки надёжно изолированы от жидкостей внутренней среды организма.
В микровезикулах пока обнаружены РНК, но не ДНК, а это значит, что на наследственность они влиять не могут. Не обнаружены в них и вирусные частицы.  